# Pere Gibert
Pere Gibert, né à Barcelone et mort le 11 octobre 1966 dans la même ville, est un footballeur espagnol, évoluant au poste de gardien de but dans les années 1900 et années 1910.

## Biographie
Pere Gibert fait ses débuts de gardien de but à l'Ibèric FC en 1903 et rejoint ensuite l'Espanyol Barcelone, remportant à trois reprises le championnat de Catalogne entre 1903 et 1908 alors que le club est connu sous le nom de X Sporting club X. Il remporte ensuite pour les quatrième et cinquième fois, de nouveau le championnat catalan. 
Il prend sa retraite sportive en 1916, laissant la place à Ricardo Zamora, dont il était l'idole, qui deviendra ensuite l'un des meilleurs gardiens de tous les temps,. Un hommage lui est rendu par ses coéquipiers en octobre 1916. Il est considéré comme le meilleur gardien catalan du début du XXe siècle, et comme l'un des premiers grands joueurs de l'Espanyol.
Sélectionné par l'équipe de Catalogne entre 1910 et 1916, il est également champion en lancer du disque et en lancer du poids.
Il obtient le surnom de Grapas, car il avait la capacité d'arrêter les tirs adverses en bloquant le ballon dans ses mains.

## Palmarès
Il remporte le championnat de catalogne à cinq reprises en 1906, 1907, 1908, 1912 et 1915 avec l'Espanyol Barcelone.